# کومسومول، سالیان
کومسومول (به انگلیسی: Komsomol، همچنین عرب قارداش بی‌لی Ərəbqardaşbəyli) یک منطقه مسکونی در جمهوری آذربایجان است که در شهرستان سالیان واقع شده است.